# Hypothyris castanea
Hypothyris castanea är en fjärilsart som beskrevs av Butler 1877. Hypothyris castanea ingår i släktet Hypothyris och familjen praktfjärilar. Inga underarter finns listade i Catalogue of Life.